# Marcel Cerneau
Marcel Cerneau, né le 2 juillet 1905 à Sainte-Marie (La Réunion) et mort le 5 mars 1990 à Saint-Denis (La Réunion), fut un ingénieur et homme politique réunionnais membre de l'UDF.

## Carrière
Il est élu sénateur le 19 juin 1955 et le reste jusqu'en 1958 après avoir choisi de ne pas se représenter. Il est par ailleurs député de 1957 à 1978.
Successeur de Roger Payet à ce poste, il est également président du Conseil général de La Réunion de 1966 à 1967, date à laquelle Pierre Lagourgue le remplace. En cette année 1967, il est réélu député de la troisième circonscription de La Réunion malgré l'opposition active des planteurs de géranium mobilisés par le Parti communiste réunionnais.
Le 15 décembre 1973, il devient par la suite président de l'établissement public qui deviendra par la suite le Conseil régional de La Réunion. Il reste à ce poste auquel Yves Barau lui succède jusqu'au 3 janvier 1978. À cette époque, il jouit d'entrées à Matignon, le Réunionnais Raymond Barre étant Premier ministre.